# Київський трамвай-поїзд
Київський трамвай-поїзд — запланований проєкт міського транспорту Києва (двосистемний трамвай-поїзд). Є комбінованим типом транспорту, суть якого полягає у використанні існуючої трамвайної та залізничної інфраструктури міста для перевезення пасажирів між Троєщиною та Караваєвими Дачами із заїздом до трамвайного депо імені Шевченка. Планується, що по залізничних коліях рухомий склад зможе розвивати швидкість до 120 км/год.

## Проєкти маршрутів
Від вулиці Милославської до станції Райдужний має рухатися існуючою трамвайною лінією вздовж вулиці Оноре де Бальзака. Далі півколом міської електрички до Караваєвих Дач, звідки буде реалізована можливість заїзду до трамвайного депо.
Є декілька варіантів трасування маршруту. Згідно одного з них, біля залізничного вокзалу буде сполучення з лінією швидкісного трамвая, таким чином кінцем маршруту буде Кільцева дорога.

### Пропоновані маршрути
1. Кільцева дорога — Дарниця.
2. Північна — Милославська.

## Термін спорудження
Міська влада Києва оголосила тендер щодо створення цього проєкту у 2016 році. У 2017 році проєкт не розвивався через відсутність спеціального рухомого складу і місця в дорожній мережі міста.
Наприкінці 2017 року Київська міська державна адміністрація замовила розробку техніко-економічного обґрунтування для цього проєкту.
Будівництво планувалося виконати за 3—4 роки, тобто завершити у 2019—2020 роках. Вартість проєкту становить $160—200 млн, більша частина з яких має бути витрачена на придбання рухомого складу.